# Axdir (Alhucemas)
Axdir  o Ajdir (en árabe: أجدير‎, en lenguas bereberes: ⴰⵊⴷⵉⵔ) es una localidad de la región del Rif, en el norte de Marruecos, en la provincia de Alhucemas; a 7 km aproximadamente de la ciudad.

## Historia
Es conocida por haber sido capital de la República del Rif entre 1921 y 1926, y por tanto cuartel general de las tropas rifeñas durante la guerra del Rif contra el protectorado español.

## Geografía
El nombre Axdir proviene de la palabra bereber para muro y, por extensión, fortaleza. De origen probablemente fenicio, lo encontramos también en los nombres de Agadir y Cádiz (cuyo nombre original era Gadir).

## Personas célebres
- Abd el-Krim (1882-1963) caudillo de las fuerzas rifeñas durante las guerras coloniales.
- Mhamed Abd el-Krim (1892-1967) hermano del anterior, responsable militar de los rifeños.

- Datos: Q412703